# Sorvilier
Sorvilier je obec v okrese Bernský Jura v kantonu Bern ve Švýcarsku. Žije zde 283 obyvatel.

## Geografie
Sorvilier leží v nadmořské výšce 681 m, vzdušnou čarou 7 km jihozápadně od Moutier. Obec leží v údolí řeky Birs po obou březích řeky, v údolí Vallée de Tavannes.
Území obce o rozloze 7,0 km² zahrnuje část ve východní části údolí Vallée de Tavannes. Od dna údolí řeky Birs se území rozprostírá na sever přes výšinu Golat (778 m n. m.) do bočního údolí potoka Champoz a až k jižnímu svahu jurského masivu Mont Girod na severu (až 910 m n. m.). Na jihu se Sorvilier rozprostírá přes strmý svah pohoří Forêt de l’Envers až k širokému hřebeni masivu Montoz, kde se nachází nejvyšší bod obce ve výšce 1300 m n. m. V horní části obce se nachází i nejvyšší bod pohoří, který je součástí horského masivu. Zde se nacházejí rozsáhlé jurské vysokohorské pastviny s typickými mohutnými smrky, které zde stojí buď jednotlivě, nebo ve skupinách. V roce 1997 tvořila zastavěná plocha 4 % rozlohy obce, lesy a lesní pozemky 49 %, zemědělství 46 % a neproduktivní půda necelé 1 %.
Sorvilier zahrnuje několik samostatných zemědělských usedlostí, včetně těch na výšinách Montoz (Montagne de Sorvilier). Sousedními obcemi Sorvilier jsou Valbirse, Champoz, Court, Romont a Péry-La Heutte.

## Historie

Letecký pohled (1955)

První písemná zmínka o obci pod názvem Soruruillier pochází z roku 1148. V následujícím období se objevuje řada dalších zápisů: Sororviler (1179), Sororvilier (1308), Syrenvilier (1329), Survelier (1439) a poprvé Sorvilier v roce 1461. Název místa je odvozen od latinského Villa Sororum (ves sester). V Sorvilier vlastnilo statky opatství Moutier-Grandval, opatství Bellelay a basilejské knížecí biskupství. Od 12. století patřila vesnice pod pravomoc opatství Moutier-Grandval. V letech 1797–1815 patřil Sorvilier k Francii a zpočátku byl součástí départementu Mont-Terrible, který byl v roce 1800 sloučen s départementem Haut-Rhin. Na základě rozhodnutí Vídeňského kongresu v roce 1815 se město stalo součástí okresu Moutier v kantonu Bern. V 19. a na počátku 20. století došlo v obci k několika velkým požárům.
Dne 17. září 2017 se v Sorvilier konalo hlasování o tom, zda má obec zůstat v kantonu Bern, nebo má být převedena do kantonu Jura. Se 121 hlasy (66,1 %) proti 62 hlasům (33,9 %) se voliči (na rozdíl od voličů v Moutier v tamním hlasování z 18. června 2017) jednoznačně vyslovili pro setrvání v kantonu Bern.

## Obyvatelstvo
| Vývoj počtu obyvatel | Vývoj počtu obyvatel | Vývoj počtu obyvatel | Vývoj počtu obyvatel | Vývoj počtu obyvatel | Vývoj počtu obyvatel | Vývoj počtu obyvatel | Vývoj počtu obyvatel | Vývoj počtu obyvatel | Vývoj počtu obyvatel | Vývoj počtu obyvatel | Vývoj počtu obyvatel |
| -------------------- | -------------------- | -------------------- | -------------------- | -------------------- | -------------------- | -------------------- | -------------------- | -------------------- | -------------------- | -------------------- | -------------------- |
| Rok                  | 1850                 | 1900                 | 1910                 | 1930                 | 1950                 | 1960                 | 1970                 | 1980                 | 1990                 | 2000                 |                      |
| Počet obyvatel       | 316                  | 438                  | 451                  | 453                  | 424                  | 392                  | 386                  | 299                  | 269                  | 272                  |                      |

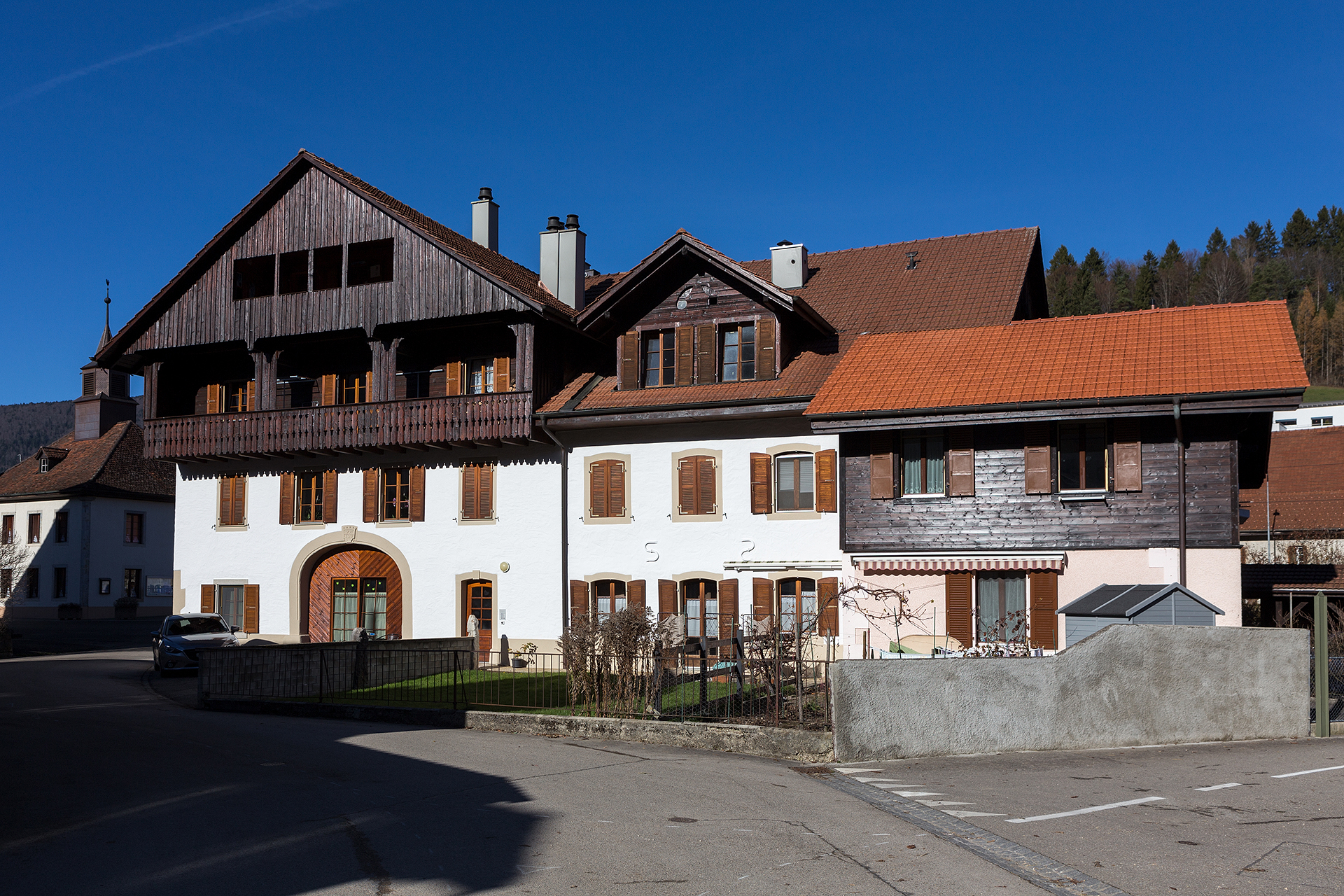
Tradiční architektura v obci

90,4 % obyvatel hovoří francouzsky, 7,0 % německy a 1,1 % albánsky (údaj z roku 2000).

## Hospodářství
Sorvilier je stále zemědělskou obcí s převažujícím chovem dojnic a dalších hospodářských zvířat a s některými zemědělskými pozemky v údolí. Na konci 18. století se v Sorvilier usadila řada hodinářských podniků. Dnes je zde drobný místní průmysl. Mnoho zaměstnanců však dojíždí za prací do průmyslových obcí v údolí Vallée de Tavannes.

## Doprava
Obec má dobré dopravní spojení. Leží na frekventované hlavní silnici z Delémontu do Tavannes. V roce 2015 byla v údolí Vallée de Tavannes vybudována dálnice A16, která propojuje švýcarskou a francouzskou dálniční síť. Dne 16. prosince 1876 byla slavnostně otevřena železniční trať z Court do Tavannes se stanicí v Sorvilier.